# Dipolydora huelma
Dipolydora huelma är en ringmaskart som beskrevs av Sato-Okoshi och Okoshi 2000. Dipolydora huelma ingår i släktet Dipolydora och familjen Spionidae. Inga underarter finns listade i Catalogue of Life.